# Matilde Landeta
Matilde Soto Landeta, més coneguda com a Matilde Landeta (Ciutat de Mèxic, 20 de setembre de 1910 - id. 26 de gener de 1999) va ser una directora de cinema i guionista mexicana. Va ser una de les primeres dones mexicanes en esdevenir cineastes a Mèxic, juntament amb Adela Siqueiros i Mimi Derba. Va començar la seva carrera durant l'Època d'Or del cinema mexicà (1936-1956). Les seves pel·lícules se centraven en la representació de dones realistes que s'enfrontaven al món patriarcal.

## Trajectòria

### Primers anys
Landeta va néixer el 20 de setembre de 1910 en una família acomodada. Després de la mort de la seva mare quan Landeta només tenia tres anys la família es va desplaçar a San Luís Potosí on va créixer al costat de la seva àvia. Posteriorment va tornar a Ciutat de Mèxic on va seguir els seus estudis en un monestir de monges dominiques. Amb 14 anys va fer un viatge als Estats Units, on va veure la pel·lícula Old San Francisco. Aquest esdeveniment va fer que el 1932 decidís emprendre una carrera al món del cinema amb l'ajuda del seu germà, l'actor Eduardo Landeta.

### Carrera professional
Va començar a desenvolupar-se al cinema per una oportunitat del director Miguel Zacarías, que li va oferir una feina com a continuista. A causa del seu gènere va haver d'acceptar aquesta oferta laboral quan ella realment havia optat a ser assistent de direcció.
La lluita per esdevenir directora va ser llarga i va implicar l'oposició del Sindicato de Trabajadores de la Produccion Cinematografica i molts problemes econòmics. Aleshores, a les dones poques vegades se'ls permetia treballar al cinema i si ho feien, era en departaments com ara maquillatge o vestuari, però Landeta podia parlar anglès, el que va suposar un avantatge a l'hora de poder accedir al lloc de supervisió de guions.
El 1945 va aconseguir un lloc de feina com a assistent de direcció i va treballar amb alguns dels millors directors de l'època entre els quals Emilio Fernández, Julio Bracho i Roberto Gavaldón. El seu contracte implicava l'exclusivitat amb Films Mundiales durant l'Època d'Or del Cinema de Mèxic, el que li va permetre prendre tots els aspectes del cinema treballant en algunes de les pel·lícules més conegudes del moment.
El 1948 va dirigir la seva primera pel·lícula, Lola Casanova, basada en la novel·la antropològica de Francisco Rojas González. Landeta va triar aquesta obra com a base per al seu debut perquè sentia molt propers els temes principals de la història: la vida i els costums dels indígenes mexicans i l'esforç d'una dona decidida que media entre ells i la resta de la societat. Tanmateix, les empreses de distribució van boicotejar la seva pel·lícula un cop va acabar el rodatge i l'estudi de producció va perdre un rotllo sencer de negatius filmats, així que Landeta va haver d'esperar un any des que va acabar el seu llargmetratge fins la seva estrena. Fins i tot aleshores la distribuidora va estrenar la pel·lícula com si fos de sèrie B durant les vacances de Setmana Santa.
La seva segona pel·lícula, La Negra Angustias, es va estrenar el 1950. La seva decisió més polèmica per a aquest llargmetratge va ser la de contractar una actriu blanca com a protagonista. Va rebre moltes crítiques d'altres treballadors de la indústria cinematogràfica i es va enfrontar a un boicot. La seva reputació com a directora va decaure i, tot i que havia de dirigir Tribunal de Menores, va acabar venent el guio del llargmetratge a Alfonso Corona Blake, que el va titular El camino de la vida. Malgrat que van intentar excloure-la dels crèdits de la pel·lícula, Matilde Landeta finalment hi va ser després de denunciar la producció. Aquesta decisió va provocar una definitiva manca de suport institucional a les seves pel·lícules i davant la manca de finançament i d'actors, va veure la seva carrera artística compromesa.
El 1951 va estrenar la seva tercera producció, Trotacalles, un drama centrat en la infidelitat. En acabar aquesta pel·lícula, Landeta va decidir fer una pausa en la  seva carrera com a directora i va ser contractada per una productora estatunidenca per traduïr i crear curtmetratges de producció nacional a l'espanyol per a la seva distribució a l'Amèrica Llatina. Simultàniament la directora va fer classes a la primera escola de cinema. També va ser la responsable de la supervisión de guions al Banc de Guions de la Societat General d'Escriptors de Mèxic. El 1957 va rebre el premi Ariel en la categoria de millor argument per El camino de la vida.
Després d'un llarg període en què no va poder dirigir cap pel·lícula, Maltide Landeta va tenir l'oportunitat d'estrenar un últim llargmetratge el 1991 titulat Nocturno a Rosario basada en un poema de Manuel Acuña.

## Vida personal
El 1933 Matilde Landeta es va casar amb Martin Toscano Rodríguez, un coronel de Sonora. Es van divorciar deu anys després. En una de les seves entrevistes va explicar que va patir un embaràs no planificat que va resultar en un nadó malalt que va morir tres dies després del naixement. Després d'això la directora va expressar el seu desig de no ser mare.
El 26 de gener de 1999 va morir a la Ciutat de Mèxic als 88 anys a causa d'un xoc sèptic. Va ser enterrada a una cripta del panteó Mausoleos del Ángel situat a la mateixa ciutat.

## Reconeixements
A partir del 2005, l'Associació Cultural Matilde Landeta va atorgar anualment el premi Matilde Landeta al millor guió escrit per dones. Tanmateix aquesta beca no s'otorga des de 2020.
El 30 de març de 2023, els Estudis Churubusco van presentar 8 plaques amb els noms de les pioneres de la indústria del cinema mexicà. A més de Matilde Landeta, les homenatjades van ser Mimí Derba, Cándida Beltrán, Gloria Schoemann, Elena Sánchez, Carmen Toscano, Adela Sequeyro, Adriana i Dolores Ehlers.
El 20 de setembre del 2023, Google li va rendir tribut dedicant-li un Doodle.

## Filmografia
| Any  | Títol                              | Notes                               |
| ---- | ---------------------------------- | ----------------------------------- |
| 1933 | El Compadre Mendoza                | continuista                         |
| 1933 | El Prisionero Trece                | continuista                         |
| 1933 | La Calandria                       | continuista                         |
| 1933 | Su Ultima Canción                  | continuista                         |
| 1935 | La Familia Dressel                 | continuista                         |
| 1935 | Vamonos Con Pancho Villa           | continuista                         |
| 1937 | Aguila o Sol                       | continuista                         |
| 1938 | El Cobarde                         | continuista                         |
| 1939 | Con los Dorados de Villa           | continuista                         |
| 1940 | Amor de los Amores                 | continuista                         |
| 1942 | Jesuita en Chihuahua               | continuista                         |
| 1942 | Maria Eugenia                      | continuista                         |
| 1943 | Distinto Amanecer                  | continuista                         |
| 1943 | El as Negro                        | continuista i assistent de direcció |
| 1943 | El Espectro de la Novia            | continuista i assistent de direcció |
| 1943 | Flor Silvestre                     | continuista                         |
| 1943 | La Corte del Faraón                | continuista                         |
| 1943 | La Guerra de los Pasteles          | continuista                         |
| 1943 | La Mujer sin Cabeza                | continuista i assistent de direcció |
| 1943 | Maria Candelaria                   | continuista                         |
| 1944 | Adan, Eva y el Diablo              | assistent de direcció               |
| 1945 | Cantaclaro                         | continuista                         |
| 1945 | Espinas de una Flor                | assistent de direcció               |
| 1945 | Flor de un Dia                     | assistent de direcció               |
| 1945 | Sinfonia de una Vida               | continuista                         |
| 1945 | Soltera y con Gemelos              | continuista                         |
| 1946 | Carita de Cielo                    | assistent de direcció               |
| 1946 | Don Simon de Lira                  | assistent de direcció               |
| 1946 | El Cocinero de mi Mujer            | assistent de direcció               |
| 1946 | Extraña Obsesión                   | assistent de direcció               |
| 1946 | La Fuerza de la Sangre             | assistent de direcció               |
| 1946 | La Herencia de la Llorona          | assistent de direcció               |
| 1946 | Rocambole                          | assistent de direcció               |
| 1946 | Se Acabaron Las Mujeres            | assistent de direcció               |
| 1947 | El Precio de la Gloria             | assistent de direcció               |
| 1947 | La Mala Gueña                      | assistent de direcció               |
| 1947 | Pecadora                           | assistent de direcció               |
| 1948 | Ahi Vienen los Mendoza             | assistent de direcció               |
| 1948 | Lola Casanova                      | Guionista, productora, directora    |
| 1950 | La Negra Angustias                 | Guionista, productora, directora    |
| 1951 | Trotacalles                        | Guionista, productora, directora    |
| 1956 | El camino de la vida               | Guionista                           |
| 1958 | Siempre estaré contigo             | Guionista                           |
| 1976 | Ronda revolucionaria               | Guionista                           |
| 1986 | Rescate de las islas Revillagigedo | Guionista, productora, directora    |
| 1991 | Nocturno a Rosario                 | Guionista, productora, directora    |